# Ševica
Ševica (cyr. Шевица) – wieś w Serbii, w okręgu braniczewskim, w gminie Kučevo. W 2011 roku liczyła 635 mieszkańców.